# Stylops polemonii
Stylops polemonii är en insektsart som beskrevs av Pierce 1909. Stylops polemonii ingår i släktet Stylops och familjen stekelvridvingar. Inga underarter finns listade i Catalogue of Life.